# George Stafford Parker
George Stafford Parker (ur. 1 listopada 1863 w Shullsburgu, zm. 19 lipca 1937 w Chicago) – amerykański przedsiębiorca, założyciel Parker Pen Company – firmy zajmującej się produkcją przyborów biurowych. Jego imię nosi szkoła średnia w Janesville.